# Яхнин, Леонид Львович
Леони́д Льво́вич Яхни́н (11 июля 1937, Москва, СССР — 26 мая 2018, Москва, Россия) — русский поэт, писатель

, драматург и переводчик. 

## Биография
Окончил Московский архитектурный институт (1961). Публиковался с 1964 года. Член Союза писателей СССР (1976).
В 1994 году за перевод «Алисы в Стране чудес» был награждён Международным дипломом имени Андерсена.

## Сочинения
- «Фарфоровый колокол»
- «Площадь картонных часов»
- «Серебряные колёсики»
- «Поющее дерево»

## Переводы и пересказы
- Эрнст Теодор Амадей Гофман
  - «Щелкунчик»
  - «Прекрасное дитя»
  - «Малютка Цахес»
- Вильгельм Гауф
  - «Карлик нос»
  - «Маленький Мук»
  - «Халиф Аист»
- Бюргер
  - «Приключения Мюнхгаузена»
- Немецкие народные сказки
  - «Озорной шут и умный плут Уленшпигель»
- Братья Гримм
  - «Храбрый портняжка» (пересказ, 2010)
- Иоганн Шпис
  - «Легенда о докторе Фаусте»
- Сервантес
  - «Дон Кихот»
  - «Прекрасная испанка»
- Франсуа Рабле
  - Гаргантюа и Пантагрюэль
- Альфонс Доде
  - «Приключения Тартарена»
  - «Красавица и чудовище»
- Шарль Перро
  - Сказки
- Марсель Эме
  - Сказки
- Виктор Гюго
  - «Козетта»
- Кеннет Грэм
  - «Ветер в ивах»
- Льюис Кэрролл
  - «Приключения Алисы в Стране Чудес»
  - «Алиса в Зазеркалье»
  - «Охота на Снарка»
- Эдвард Лир
  - «Самое знаменитое плаванье»
  - Стихи и лимерики
- Хью Лофтинг
  - «Доктор Дуллитл»
  - «Приключение звериного доктора»
- Шекспир
  - «Сон в летнюю ночь»
  - «Буря»
  - «Зимняя сказка»
- Джонатан Свифт
  - «Приключения Гулливера»
- Толкин
  - «Хоббит»
  - «Властелин колец»
- Вашингтон Ирвинг
  - «Сказки Альгамбры»
- Карло Гоцци
  - «Апельсиновая принцесса»
- Карло Коллоди
  - «Пиноккио»
  - «Эльдорадо»

### Поэзия
- Мой город. М., 1965.
- Здравствуй, море! М., 1966.
- Сосны корабельные. М., 1967.
- Мы в Москве. М., 1980.
- Калачики. М., 1983.
- Силачи

## Фильмография

### Сценарий
- 1986 — «Площадь картонных часов»
- 1989 — «Квартира из сыра»

## Постановки
В 2019 году на сцене Алтайского музыкального театра был поставлен мюзикл «Площадь картонных часов». Либретто по мотивам одноимённой повести Леонида Яхнина написал Илья Губин, композитор — Евгения Терехина. 
В декабре 2023 года — премьера мюзикла Евгении Терехиной и Ильи Губина «Площадь картонных часов» состоялась в Челябинском театре драмы имени Наума Орлова. 